# Matthew Tan
Matthew Tan es un músico y líder de banda singapurense. Ha liderado a Matthew and the Mandarins en varias formas desde la década de 1960. También es el coautor de las canciones exitosas "Singapore Cowboy" y "Let's Put The Sing In Singapore".

## Antecedentes
Tan lidera la banda Matthew and the Mandarins, formada en 1961.
Tan fue el primer asiático en actuar en el Grand Ole Opry.

## Carrera

### 1960 a 1970
A mediados de la década de 1960, su banda tocaba en hoteles.
En 1975, Tan viajó a Nashville, Tennessee, Estados Unidos, donde se encontraba la acción del country y el western. Allí, actuó en el Grand Ole Opry y realizó un dueto con Skeeter Davis. Pasó 18 meses allí antes de regresar a Singapur.
En la década de 1970, su grupo logró una gran cantidad de seguidores. Después de firmar con EMI Singapur en 1978, su banda se presentó en Canadá, Hong Kong, Indonesia, Japón, Malasia, Tailandia y Estados Unidos.
Junto con Bristow Hopper, coescribió "Singapore Cowboy". La canción se convirtió en un éxito número 1 en Singapur. Apareció en el álbum de Matthew And The Mandarins de 1978. Con Hopper, también coescribió "Let's Put The Sing In Singapore". Esta canción se incluyó en el álbum de Matthew and the Mandarins II, lanzado en 1979.

### Años posteriores
Tan fue objeto de un documental de 2012 titulado Singapore Country. La cineasta, Wee Li Lin, rindió homenaje tanto a "Singapore Cowboy" como a Tan.
El 8 de noviembre de 2013, Tan fue el director musical de un concierto en el que participaron Jimmy Chan, Gina Vadham, Henry Suriya, Hillary Francis, Mel y Joe, y Frank y Robyn. Su banda, The Mandarins, también fue la banda de la casa para el evento.
En 2014, Tan tocó en el Canberra Country Blues & Roots Festival. Fue uno de los dos artistas que recibieron el Premio a la Trayectoria de Vida, el Premio a la Trayectoria de Vida de Asia-Pacífico.